# آقای بزرگ آقای کوچک
آقای بزرگ آقای کوچک (به هندی: Bade Miyan Chote Miyan) فیلمی محصول سال ۱۹۹۸ است. در این فیلم بازیگرانی همچون آمیتاب باچان، گوویندا، رامیا کریشنان، راوینا تاندون، پارش راوال، انوپم کهیر، شارات ساکسنا، ساتیش کایشیک، سوشما ست، دیویا دوتا، آسرانی، تیکو تالسانیا ایفای نقش کرده‌اند.منتقدین بر این باورند بازی درخشان گوویندا بازی آمیتاب را تحت و شعاع قرار داد.

## فروش و جوایز
این فیلم پر فروش‌ترین فیلم در سال ۱۹۹۸ در سینمای هند بود که بیش از ۲۲ کرور فروش داشت و در آمریکا و خارج از هند نیز با استقبال بی نظیر روبرو گردید. گویندا برای این فیلم جایزه بهترین بازیگر سال ۱۹۹۸ سینمای هند از جشنواره zee cinema را به خود اختصاص داد و برای جشنواره فیلم فیر هم نامزد دریافت بهترین بازیگر مرد سال سینمای هند بود.